# Cassyma indistincta
Cassyma indistincta är en fjärilsart som beskrevs av Moore 1887. Cassyma indistincta ingår i släktet Cassyma och familjen mätare. Inga underarter finns listade i Catalogue of Life.